# زمین‌شناسی جنوبگان
زمین‌شناسی جنوبگان دگرگونی زمین‌شناسی قاره جنوبگان را در دوره‌های پیشین‌زیستی، دیرینه‌زیستی، میانه‌زیستی، و نوزیستی پوشش می‌دهد.
بیش از ۱۷۰ میلیون سال پیش جنوبگان بخشی از ابرقاره گوندوانا بود. با گذشت زمان گوندوانا از هم جدا شد و ۳۵ میلیون سال پیش، جنوبگان به شکل امروزی خود در آمد.

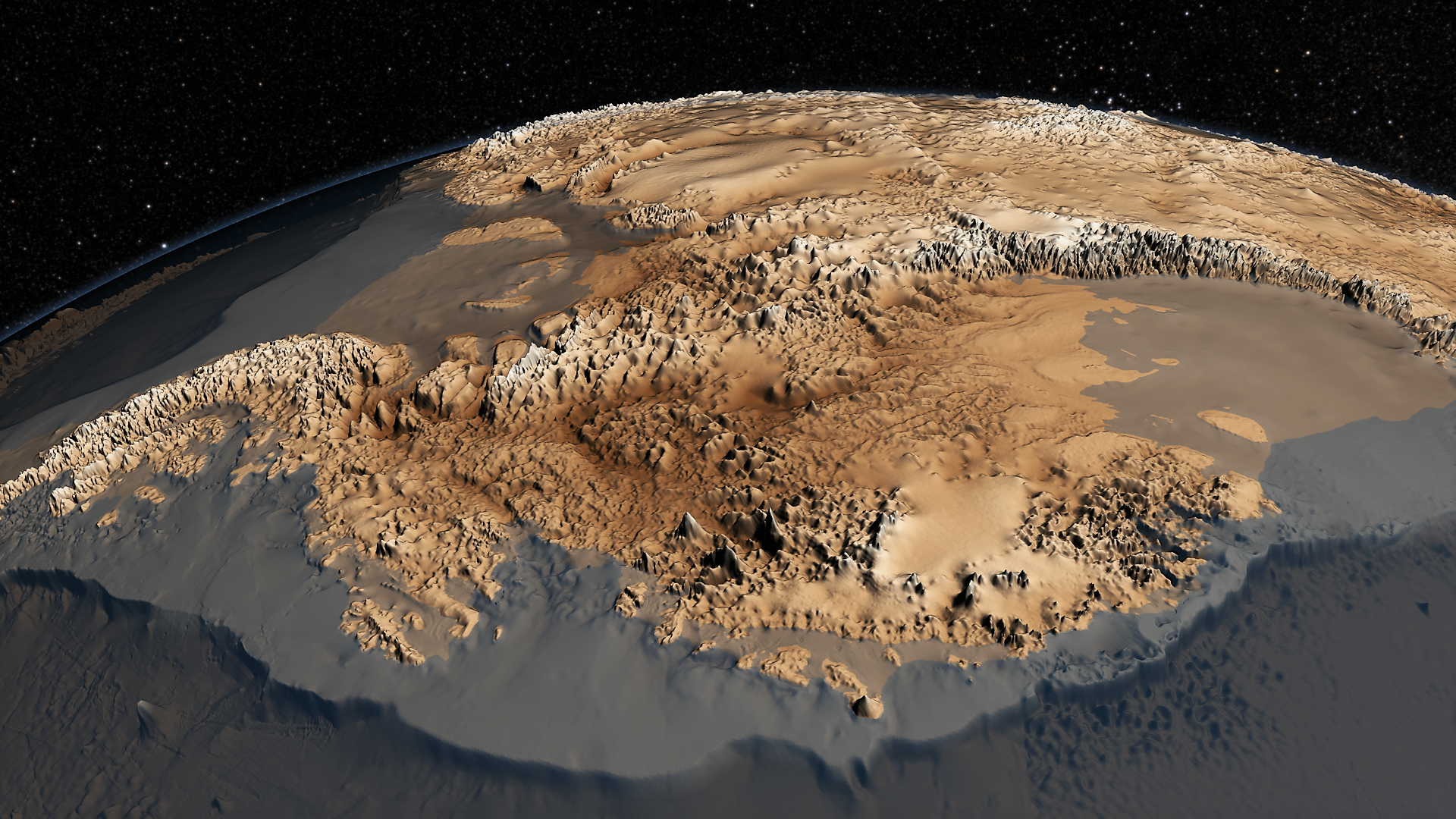
مکان‌نگاری سنگ بستر جنوبگان برای شناخت حرکت دینامیکی صفحه‌های یخ قاره‌ای، حیاتی است.

## پیشین‌زیستی
کراتون ماوسون در جنوبگان خاوری و استرالیا شواهدی از کنش‌های تکتونیک در ابردوران نخست‌زیستی در دوره پیشین‌زیستی میانه در منطقه‌های سرزمین ادلی، سرزمین جورج پنجم، رشته کوه میلر، در میانه کوهستان ترانس‌آنتراکتیک نشان می‌دهد.

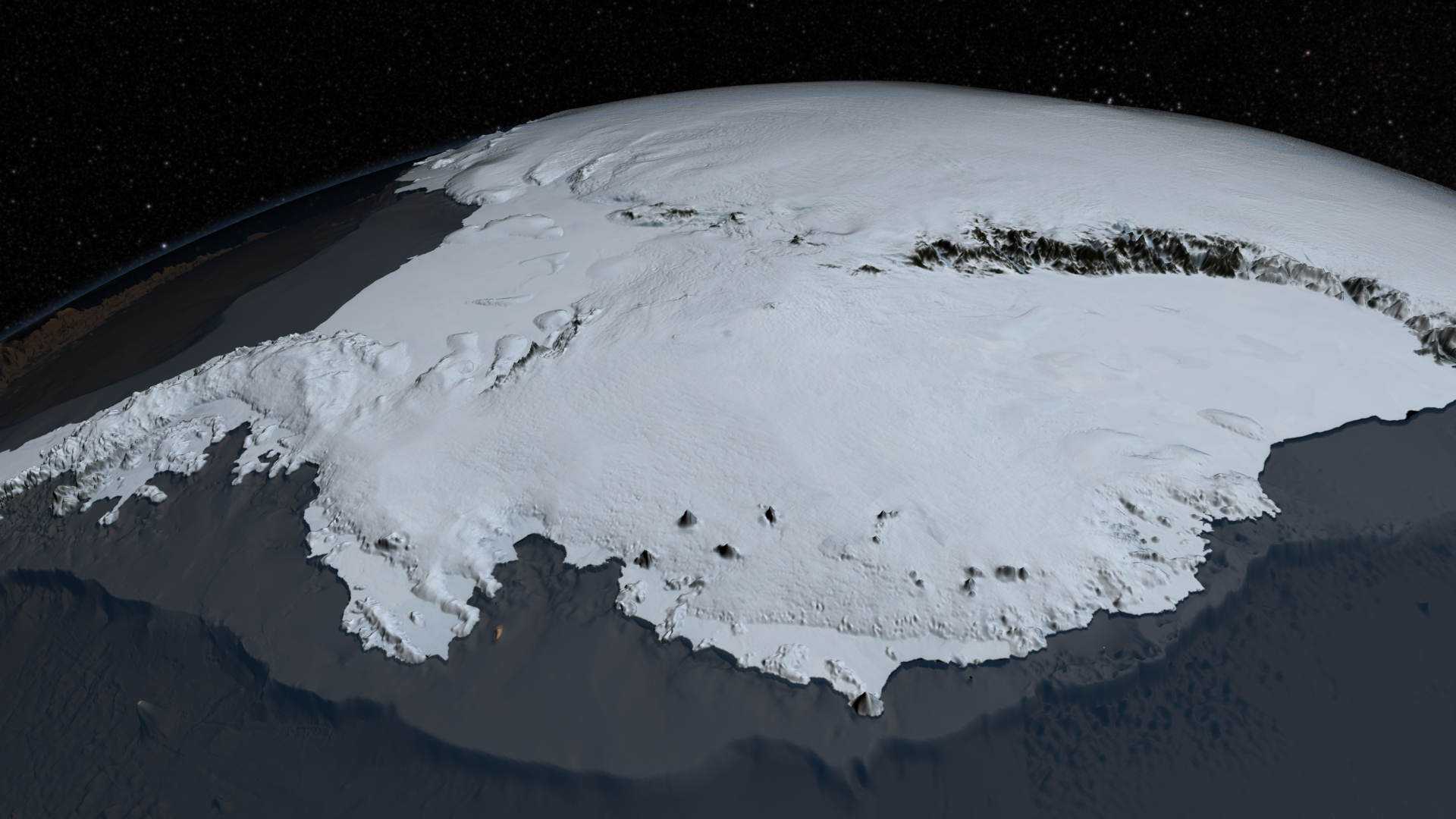
نمایه‌ای از مجموعه داده BEDMAP2 ماموریت عملیات پل‌یخ اداره کل ملی هوانوردی و فضا (ناسا) که با لیزر و رادار نفوذ در یخ، بلندای سطح زمین، سنگ بستر، و ستبرای یخ را اندازه می‌گیرد.

## دیرینه‌زیستی
در دوره کامبرین، گوندوانا اقلیم معتدلی داشت. بخشی از جنوبگان باختری در نیم‌کره شمالی بود و در این هنگام مقدار زیادی ماسه‌سنگ، سنگ آهک، و شیل انباشته شدند. جنوبگان خاوری در استوا بود و بی‌مهرگان و تریلوبیت‌ها در دریاهای گرمسیری فراوان بودند. در آغاز دوره دوونین، گوندوانا بیشتر به عرض جغرافیایی پایین‌تری رفت و اقلیم آن سردتر شد. پس سنگواره گیاهان خشکی به این زمان مربوط می‌شوند. ماسه و لای در جاهایی که امروزه به کوهستان الس‌ورث، کوهستان هورلیک، و کوهستان پنساکولا شناخته می‌شوند انباشته شدند.
همزمان با قرار گرفتن گوندوانا در مرکز قطب جنوب و سرد شدن اقلیم آن، دوره یخچالی در پایان دوره دوونین آغار شد. بنابراین گیاگان باقی ماندند. در دوره پرمین، شکل زندگی گیاهی، بیشتر سرخس مانند، چون زبان‌سرخس بود که در باتلاق رشد می‌کرد. با گذر زمان، این مرداب‌ها تبدیل به منابع طبیعی زغال‌سنگ در کوهستان ترانس‌آنتراکتیک شدند. ادامه گرما در پایان دوره کامبرین به پیدایش اقلیم خشک و خشک شدن گوندوانا انجامید.

## میانه‌زیستی
با ادامه گرمایش، کلاهک‌های یخی ذوب شدند و بخش بزرگی از گوندوانا تبدیل به بیابان شد. در جنوبگان خاوری دانه سرخس‌ها بارور و مقدار زیادی ماسه‌سنگ و شیل انباشته شدند. آغاز پیدایش شبه‌جزیره جنوبگان و بیرون آمدن آبخوست‌ها از آب در دوره ژوراسیک بود. درختان کهن‌دار و سرخس نخلی و خزندگانی چون لیستروازوروس در این دوره، بسیار بودند. جنگل‌های مخروطیان، سراسر جنوبگان باختری را در دوره کرتاسه گرفته بودند. از سوی دیگر، راش جنوبی در این دوره شروع به گسترش کرد. شاخ‌قوچی در دریاهای اطراف جنوبگان، زیاد بود. تنها سه گونه دایناسور قطبی (سریالوفوسور، آنتارکتوپلتا، و گلاسیالیاسوروس) تا به امروز در این منطقه کشف شده‌اند که در هنگام جدایش گوندوانا زندگی می‌کردند.

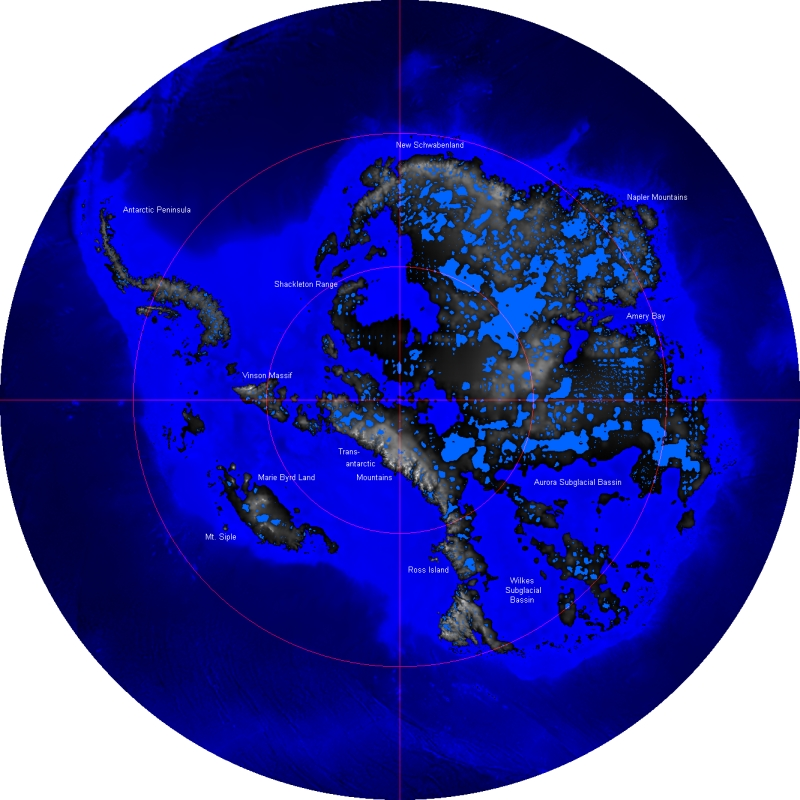
جنوبگان بدون پوشش یخی. این نقشه، اثر ذوب یخ بر ۱) بالا آمدن سطح دریا ۲) چند صد متر بالا آمدن زمین بر اثر برداشته‌شدن فشار چندین هزار تُن یخ در چندین میلیون سال را در نظر نمی‌گیرد.

## دوران امروزی
پوشیده شدن جنوبگان از لایه کلفت یخ، بررسی زمین‌شناسی آن را بسیار سخت می‌کند. اگرچه فناوری‌های تازه مانند دوری‌سنجی، امکان بررسی ساختارهای زیرین را می‌دهند.
از نگاه زمین‌شناسی، جنوبگان خاوری مانند کوه‌های آند در آمریکای جنوبی است. شبه‌جزیره جنوبگان با بالاآمدگی و دگرگونی رسوب‌های کف دریا در پایان دیرینه‌زیستی و آغاز میانه‌زیستی پدید آمد.این بالاآمدگی رسوبی همراه با سنگ‌های آذرین و سنگ‌های آتشفشانی بود. فراوان‌ترین سنگ‌ها در جنوبگان غربی آندزیت و ریولیت آتشفشانی هستند که در دوره ژوراسیک پدید آمدند. همچنین در سرزمین ماری برد و جزیره الکساندر شواهدی از کنش‌های آتشفشانی حتی پس از یخسار وجود دارند. تنها منطقه نابهنجار در جنوبگان باختری، کوهستان الس‌ورث است که چینه‌شناسی آن بیشتر شبیه جنوبگان خاوری است.
کافت جنوبگان باختری، یک دره کافتی اصلی فعال است که بین جنوبگان باختری و خاوری قرار دارد و به آهستگی جنوبگان باختری را از جنوبگان خاوری جدا می‌کند.
زمین‌شناسی جنوبگان خاوری بسیار کُهنه است و به دوره پرکامبرین باز می‌گردد. عمر برخی سنگ‌های آن به ۳ میلیارد سال می‌رسد و از جنس سنگ‌های آذرین و دگرگونی است که بستر سپر قاره‌ای را پدید می‌آورند. در دوره‌های دوونین و ژوراسیک در بالای این بستر، سنگ‌های جوان‌تری چون ماسه‌سنگ، سنگ آهک، زغال‌سنگ، و شیل انباشته شده‌اند تا کوهستان ترانس‌آنتراکتیک پدید آید. در بخش‌های ساحلی مانند کوهستان شکلتون و سرزمین ویکتوریا چند گسل وجود دارند.